# 康希尔
康希尔（英語：Cornhill）是伦敦历史核心和现代金融中心伦敦市的一条街道，介于银行交叉口和利德賀街之间。
康希尔是伦敦的三座古代山丘之一，另外两座是伦敦塔所在的塔丘，以及圣保罗座堂所在的卢德门山（Ludgate Hill）。康希尔的最高点海拔17.7（58英尺）。
康希尔街上有两座克里斯多佛·雷恩爵士设计的教堂：圣米迦勒堂，位于古罗马市集遗址，和圣彼得堂，被认为是伦敦最古老的基督教地点。在其另一端与针线街、家禽街、朗伯德街等街道交汇于银行交叉口。托马斯·格雷沙姆爵士的旧皇家交易所面向康希尔，而William Tite设计的新交易所面向英格兰银行和针线街交界处。

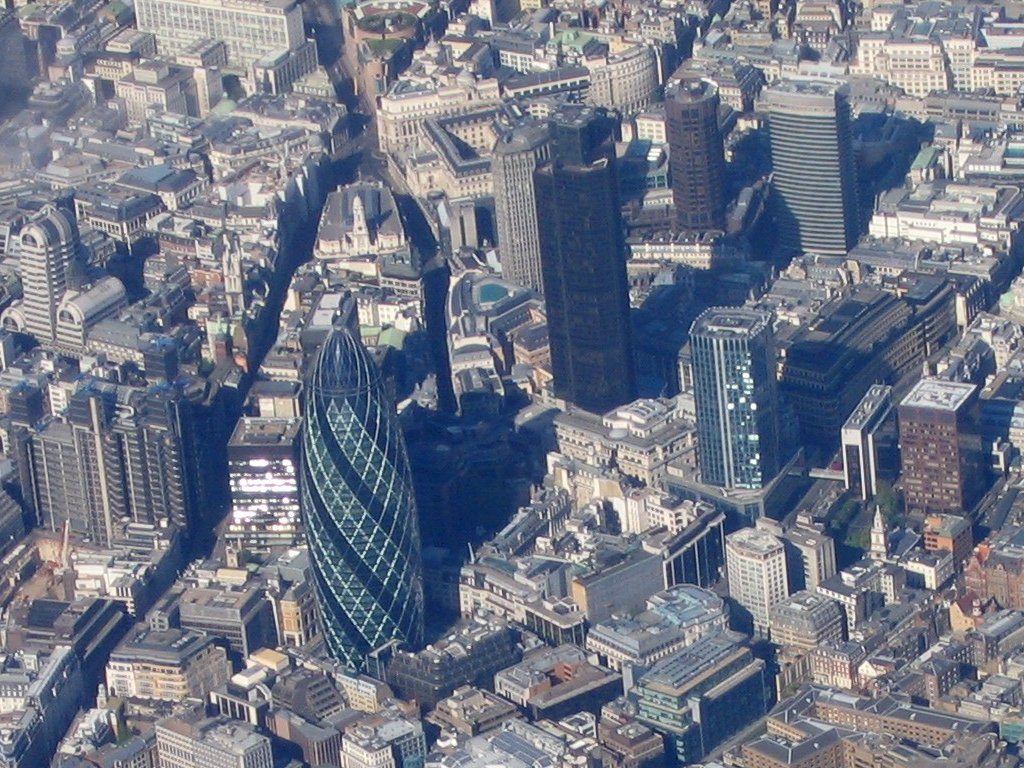
Cornhill from the air
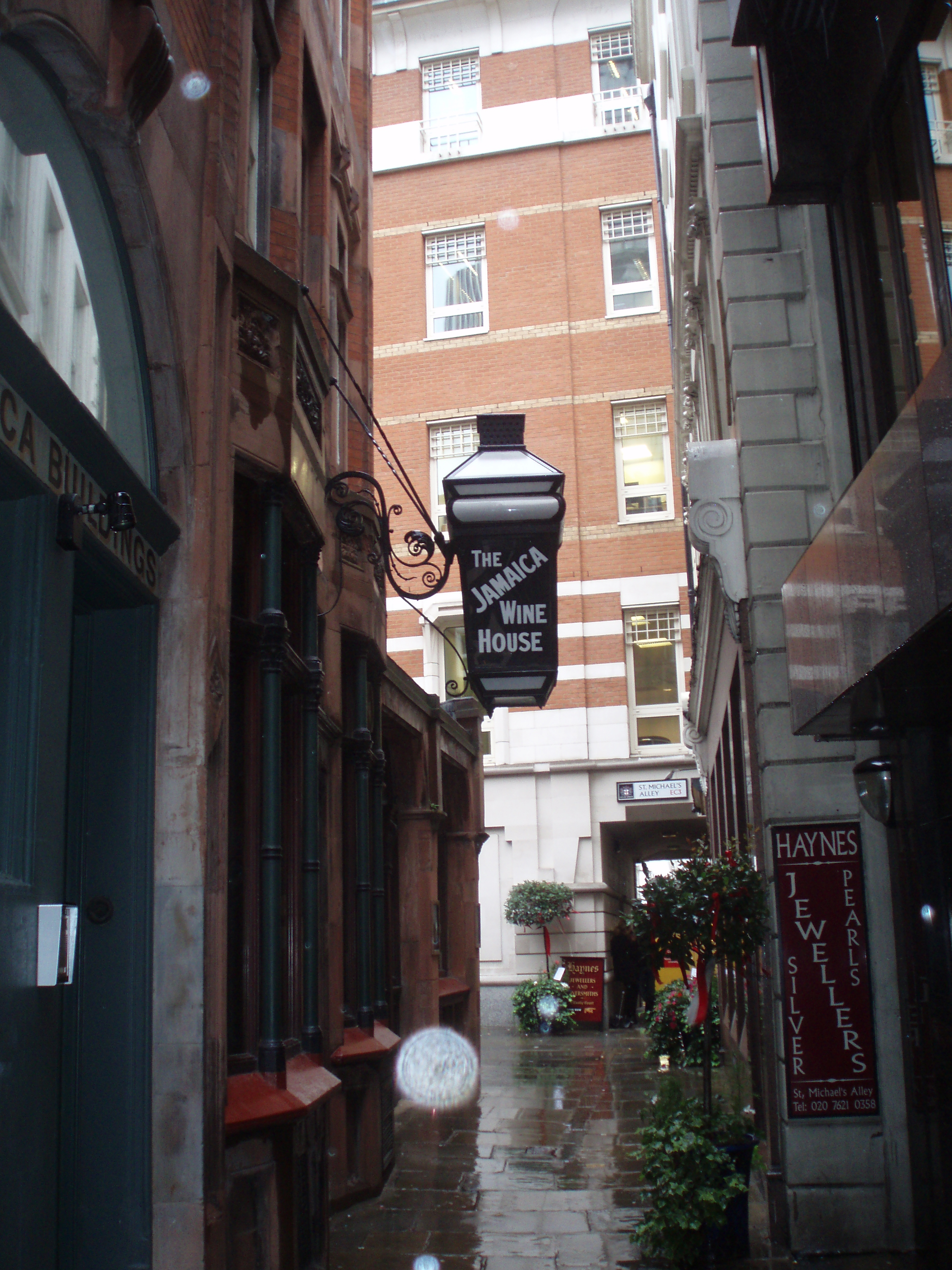
Alley adjacent to St. Michael's
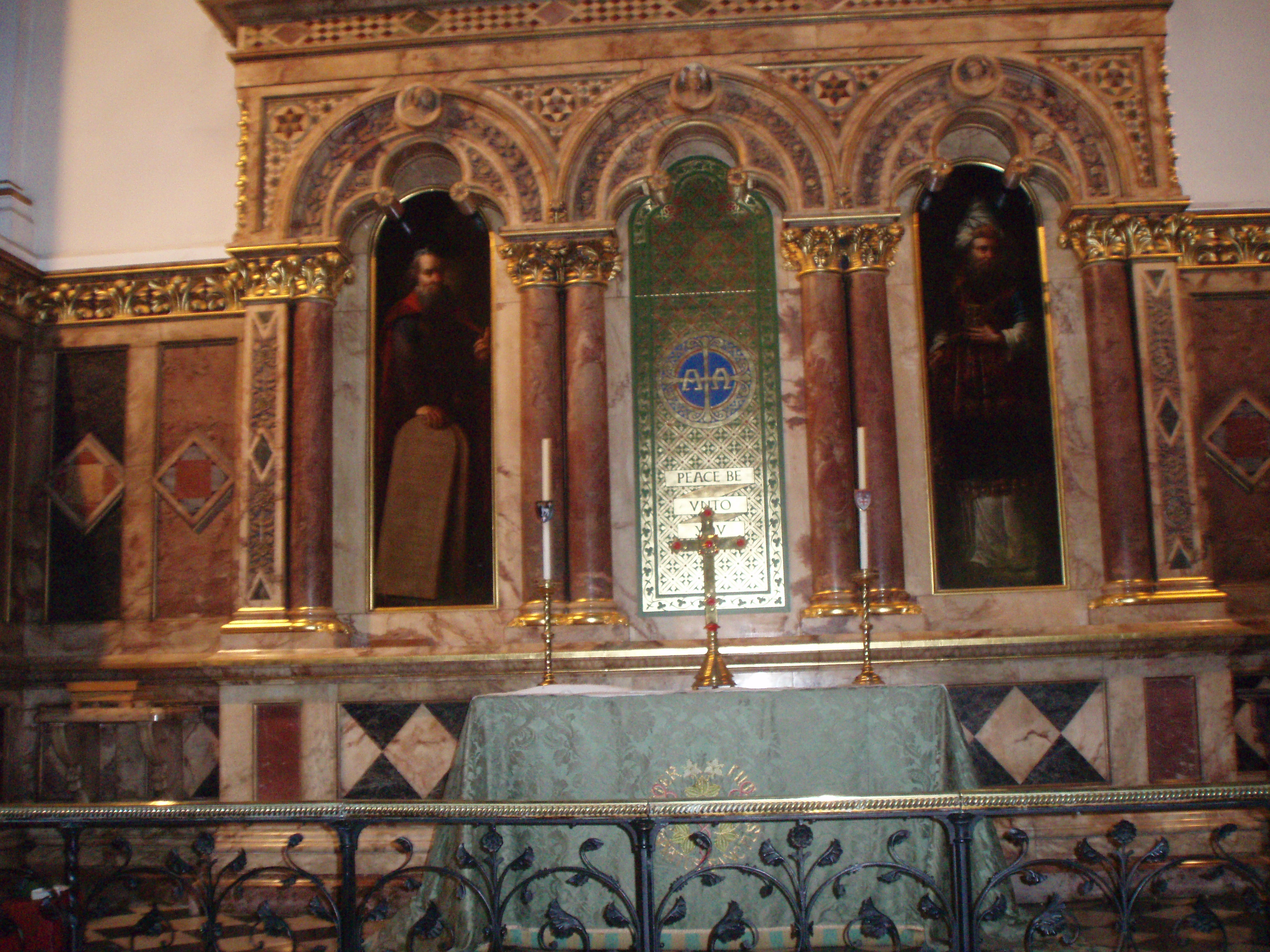
Interior of St. Michael's